# Stadenus brincki
Stadenus brincki is een keversoort uit de familie netschildkevers (Lycidae). De wetenschappelijke naam van de soort werd in 1967 gepubliceerd door Gomes Alves.